# やり直し令嬢は竜帝陛下を攻略中
『やり直し令嬢は竜帝陛下を攻略中』（やりなおしれいじょうはりゅうていへいかをこうりゃくちゅう）は、永瀬さらさによる日本のライトノベル。イラストは藤未都也が担当。2019年11月から小説家になろうにて連載中。書籍版は角川ビーンズ文庫（KADOKAWA）にて2020年3月から刊行されている。「次にくるライトノベル大賞2021」ではWEB発文庫部門で4位を獲得。2024年8月時点でシリーズ累計部数（電子書籍含む）は130万部を突破している。
メディアミックスとして、柚アンコの作画によるコミカライズが『月刊コンプエース』（KADOKAWA）にて2020年9月号から連載中。2024年10月から12月までテレビアニメが放送された。

## あらすじ
プラティ大陸のクレイトス王国にて16歳の身で数々の武功を立て、軍神令嬢と呼ばれる女騎士ジル・サーヴェルは、婚約者だった王太子ジェラルド・デア・クレイトスに裏切られ、無念と後悔を抱えながら死ぬ。しかし気が付くと、ジルは10歳の姿となって6年前の世界に戻っていた。戸惑うジルは前世と同じくジェラルドに求婚されるが、たまたま側にいた男に「この方に一目惚れした」と嘘をついて求婚を断る。だが巻き込んだその男は、ジルの前世では6年後に死闘を繰り広げることになるラーヴェ帝国の皇帝ハディス・テオス・ラーヴェだった。ハディスを未来で非情の暴君とさせないため、ジルは彼を幸せにすることを決意する。

## 登場人物
声の項は特記がない限りテレビアニメ版の声優。

### 主人公
ジル・サーヴェル
声 - 内田秀 / 和氣あず未（ボイスドラマ）
本作の主人公。クレイトス王国に所属する女騎士。16歳にして「軍神令嬢」の異名で畏怖されるほど、強い魔力の持ち主でもある。婚約者のジェラルドに裏切られて殺害され、6年前の世界かつ10歳の自身に戻った直後、前世と同じ過ちを繰り返すまいとハディスに求婚し、彼の妻となる。
ハディス・テオス・ラーヴェ
声 - 戸谷菊之介、玉城仁菜（少年期） / 佐藤拓也（ボイスドラマ）
ラーヴェ帝国の皇帝。竜神ラーヴェの生まれ変わりで、それゆえに「竜帝」の異名と自身を蝕むほどの高い魔力を持つ。民衆だけでなく身内からも畏怖されるが、平時は料理の腕に長けるほか、ラーヴェから呆れられるほど極度の恋愛下手でもある。
ラーヴェ
声 - 井澤詩織
1,300年前にプラティ大陸へ女神クレイトスと共に降臨した、理と天空を司る竜神。当時は白銀に輝く鱗と金色に輝く瞳を持つ巨竜の姿だったと伝えられるが、現代ではハディスの肩に乗るほど小さく幼い姿で魔力の強い人間にしか見えず、声も聞こえなくなっている。ハディスが戦う時には彼の武器「天剣」に変化する。

### ラーヴェ帝国
カミラ
声 - 日野まり
ジルの前世では彼女の部下だった兵士。弓の名手。ラーヴェ帝国の北方師団の一員として、水上都市ベイルブルクにいた。本名は「カミロ」であるが、本人はその名前で呼ばれることを嫌っている。
ジーク
声 - 橘龍丸
ジルの前世では彼女の部下だった兵士。剣士。ラーヴェ帝国の北方師団の一員として、水上都市ベイルブルクにいた。
ミハリ
声 - 菅原慎介
カミラやジークと共に行動していた北方師団の兵士。「ミハリ」という名前は本名であり、初登場時は見張り役をしていたこともあってジルに「ややこしい名前」と突っ込まれていた。
ヒューゴ
声 - 石谷春貴
スフィア・デ・ベイル
声 - 貫井柚佳
ハディスの婚約者候補で、ベイルと彼の前妻の間に生まれた令嬢。ジルの前世では非業の死を遂げている。
ベイル
声 - 青山穣
ラーヴェ帝国の侯爵で、スフィアの父。
エリンツィア
声 - 名塚佳織
ラーヴェ帝国の第一皇女で、ハディスの異母姉に当たる。
リステアード
声 - 古川慎
ラーヴェ帝国の第二皇子で、ハディスの異母兄に当たる。

### クレイトス王国
ジェラルド・デア・クレイトス
声 - 土岐隼一
クレイトス王国の王太子。ジルの前世では彼女の婚約者だったが、実は実妹のフェイリスと恋愛関係にあり、ジルとの婚約はそれを隠蔽するために過ぎなかった。まもなくジルに真相を知られ、彼女を陥れて殺害する。
今世でもジルと婚約するつもりだったが、前世の記憶を持つ彼女に拒絶される。
ビリー・サーヴェル、シャーロット・サーヴェル
声 - 佐々健太（ビリー）、鳥越まあや（シャーロット）
ジルの両親。
フェイリス
声 - 真野あゆみ
クレイトス王国の第一王女で、ジェラルドの実妹。
クレイトス
声 - 後藤沙緒里
クレイトス王国の愛と大地を司る女神。1,300年前の降臨当時は可憐な少女の姿だったと伝えられるが、竜神ラーヴェへの執着から愛憎を経て現代では黒槍と化している。

## 既刊一覧

### 小説
- 永瀬さらさ（著）・藤未都也（イラスト） 『やり直し令嬢は竜帝陛下を攻略中』 KADOKAWA〈角川ビーンズ文庫〉、既刊10巻（2025年8月1日現在）
  - 『やり直し令嬢は竜帝陛下を攻略中』2020年3月1日発売[14]、ISBN 978-4-04-108963-7
  - 『やり直し令嬢は竜帝陛下を攻略中2』2020年10月1日発売[15]、ISBN 978-4-04-109848-6
  - 『やり直し令嬢は竜帝陛下を攻略中3』2021年2月27日発売[16]、ISBN 978-4-04-111135-2
  - 『やり直し令嬢は竜帝陛下を攻略中4』2022年4月1日発売[17]、ISBN 978-4-04-112323-2
  - 『やり直し令嬢は竜帝陛下を攻略中5』2022年9月30日発売[18]、ISBN 978-4-04-112996-8
  - 『やり直し令嬢は竜帝陛下を攻略中6』2023年4月28日発売[19]、ISBN 978-4-04-113651-5
  - 『やり直し令嬢は竜帝陛下を攻略中 業務日誌』2024年2月1日発売[20]、ISBN 978-4-04-114576-0
  - 『やり直し令嬢は竜帝陛下を攻略中7』2024年10月1日発売[21]、ISBN 978-4-04-115079-5
  - 『やり直し令嬢は竜帝陛下を攻略中 プラティ大陸正史』2024年11月1日発売[22]、ISBN 978-4-04-115442-7
  - 『やり直し令嬢は竜帝陛下を攻略中8』2025年8月1日発売[23]、ISBN 978-4-04-116160-9

### 漫画
- 永瀬さらさ（原作）・藤未都也（キャラクター原案）・柚アンコ（漫画） 『やり直し令嬢は竜帝陛下を攻略中』 KADOKAWA〈角川コミックス・エース〉、既刊8巻（2024年12月26日現在）
  1. 2020年10月26日発売[24]、ISBN 978-4-04-110814-7
  2. 2021年8月26日発売[25]、ISBN 978-4-04-111671-5
  3. 2022年3月26日発売[26]、ISBN 978-4-04-111800-9
  4. 2022年12月26日発売[6]、ISBN 978-4-04-113250-0
  5. 2023年7月25日発売[27]、ISBN 978-4-04-113897-7
  6. 2024年1月26日発売[28]、ISBN 978-4-04-113899-1
  7. 2024年7月25日発売[29]、ISBN 978-4-04-115220-1
  8. 2024年12月26日発売[30]、ISBN 978-4-04-115599-8

## テレビアニメ
2023年4月にアニメ化が発表された。2024年10月から12月までAT-Xほかにて放送された。

### スタッフ
- 原作 - 永瀬さらさ[32]
- 監督 - 鈴木健太郎[32]
- シリーズ構成 - イシノアツオ[32]
- キャラクターデザイン - 小松沙奈[32]
- プロップデザイン - 真村躍
- 色彩設計 - 日野亜朱佳
- 美術監督 - 髙野真希
- 撮影監督 - 尾松香
- 編集 - 山岸歩奈実
- 音響監督 - 岩浪美和
- 音楽 - 睦月周平
- 音楽制作 - KADOKAWA
- 音楽プロデューサー - 若林豪
- プロデューサー - 上田清香、兒玉伍、小沼優斗、柴山智歩、松村尚、西前朱加
- アニメーション制作統括 - 松倉友二
- アニメーション制作プロデューサー - 藤代敦士
- アニメーション制作 - J.C.STAFF[32]
- 製作 - 「やり直し令嬢は竜帝陛下を攻略中」製作委員会

### 主題歌
「淡く微か」
sajou no hanaによるオープニングテーマ。作詞・作曲は渡辺翔、編曲は伊根。
「gradation」
花たんによるエンディングテーマ。作詞・作曲は小野寺祐輔、編曲は脇眞富。

### 各話リスト
| 話数   | サブタイトル                                                                | 脚本         | 絵コンテ        | 演出              | 作画監督                                                                                           | 総作画監督                            | 初放送日       |
| ------ | --------------------------------------------------------------------------- | ------------ | --------------- | ----------------- | -------------------------------------------------------------------------------------------------- | ------------------------------------- | -------------- |
| 第1話  | 破滅ルートを避けようと思ったら、 何故か最大の敵に求婚してました             | イシノアツオ | 鈴木健太郎      | 石田美由紀        | 小松沙奈 都築裕佳子 澤井真紀 小川浩司 小野和美                                                     | 小松沙奈                              | 2024年 10月9日 |
| 第2話  | これから起きる悲劇も既に知っていたので、 どうにか回避したいと思います       | イシノアツオ | 鈴木健太郎      | 金承徳            | Jumondou wuxi Jumondou seoul                                                                       | 小松沙奈                              | 10月16日       |
| 第3話  | 絶望的状況でしたが軍神令嬢なので、 物理で無双してやろうと思います           | イシノアツオ | 鈴木健太郎      | 粟井重紀          | 宇津木勇 約拿単 鑫月 瑞木晶 羊光 孫仁義                                                            | 大木良一                              | 10月23日       |
| 第4話  | 婚約相手が本気で口説いてくるので、 対処方法がとにかく分かりません           | 浦畑達彦     | 高田耕一        | 月野正志          | 羽野広範 沈陶裔 菫立则 罗睿 殷晨曦 全京禹 陈亮 Revival 武遊                                        | 小松沙奈                              | 10月30日       |
| 第5話  | 真実を知ろうとしたところ喧嘩になったので、 私は何もできなくなりました       | イシノアツオ | 黒瀬大輔        | 黒瀬大輔          | 中山由美 洪範錫 澤井真紀 スタジオギガ                                                              | 大木良一                              | 11月6日        |
| 第6話  | 婚約相手に近寄る輩がいたので、 返り討ちにしてやりたいと思います             | 浦畑達彦     | 鈴木行          | 宮崎修治          | 小松香苗 小川浩司 スタジオギガ                                                                     | 都築裕佳子                            | 11月13日       |
| 第7話  | スローライフ生活を終わらせたいので、 竜騎士団始めることにしました           | イシノアツオ | 高田耕一        | 石田美由紀        | 劉欣宇 木村灯 PHIL_Production                                                                      | 小松沙奈 大木良一                     | 11月20日       |
| 第8話  | 竜妃の私が竜に嫌われてしまったので、 どうにか仲良くなりたいと思います       | 浦畑達彦     | 永居慎平        | 月野正志          | 羽野広範 animation studio 株式会社 X10 上海炫舟文化伝媒有限公司 Revival 武遊 ワンオーダー          | 大木良一 都築裕佳子 小松沙奈          | 11月27日       |
| 第9話  | 婚約相手と修羅場になりかけましたが、 やっぱり修羅場になりそうです           | 浦畑達彦     | 鈴木行 永居慎平 | 石山タカ明        | 中山由美 洪範錫 PHIL_Production スタジオギガ                                                       | 大木良一 小松沙奈                     | 12月4日        |
| 第10話 | 人生やり直した結果、 またもや人生詰みかけてしまいました                     | 浦畑達彦     | 永居慎平        | 月野正志          | 羽野広範 animation studio 株式会社 X10 上海炫舟文化伝媒有限公司 BigOwl Revival 武遊                | 大木良一 小野和美                     | 12月11日       |
| 第11話 | 婚約相手の叔父が無茶苦茶すぎたので、 もはや黙って見過ごすわけにはいきません | イシノアツオ | 黒瀬大輔        | 藤原和々          | 中山由美 洪範錫 都築裕佳子 澤井真紀 小川浩司 Triple A                                              | 小松沙奈 都築裕佳子                   | 12月18日       |
| 第12話 | やり直し令嬢は竜帝陛下を攻略中                                              | イシノアツオ | 鈴木健太郎      | 田中瑛 石田美由紀 | 小野和美 澤井真紀 小松香苗 中山由美 大木良一 PHIL_Production animation studio 株式会社 X10 Revival | 小松沙奈 小野和美 都築裕佳子 大木良一 | 12月25日       |

### 放送局
| 放送期間                  | 放送時間                     | 放送局     | 対象地域   | 備考                                            |
| ------------------------- | ---------------------------- | ---------- | ---------- | ----------------------------------------------- |
| 2024年10月9日 - 12月25日  | 水曜 22:00 - 22:30           | AT-X       | 日本全域   | 製作参加 / CS放送 / 字幕放送 / リピート放送あり |
|                           | 水曜 23:00 - 23:30           | TOKYO MX   | 東京都     |                                                 |
| 2024年10月10日 - 12月26日 | 木曜 23:00 - 23:30           | BS日テレ   | 日本全域   | 製作参加 / BS/BS4K放送 / 『アニメにむちゅ〜』枠 |
| 2024年10月11日 - 12月27日 | 金曜 2:55 - 3:25（木曜深夜） | 関西テレビ | 近畿広域圏 | 製作参加                                        |

| 配信開始日     | 配信時間                | 配信サイト | 備考                 |
| -------------- | ----------------------- | --- | -------------------- |
| 2024年10月9日  | 水曜 22:30 更新         | dアニメストア ABEMA | 地上波先行・最速配信 |
| 2024年10月12日 | 土曜 22:30 更新         | U-NEXT アニメ放題 | 2次先行配信          |
| 2024年10月14日 | 月曜 22:30 以降順次更新 | DMM TV FOD Hulu J:COM STREAM Lemino milplus 見放題パックプライム Prime Video TELASA TVer カンテレドーガ auスマートパスプレミアム ニコニコ動画 バンダイチャンネル | 見放題配信           |
|                |                         | HAPPY!動画 Rakuten TV ムービーフルPlus | 都度課金配信         |

### BD / DVD
| 巻 | 発売日        | 収録話         | 規格品番   | 規格品番   |
| 巻 | 発売日        | 収録話         | BD BOX     | DVD BOX    |
| -- | ------------- | -------------- | ---------- | ---------- |
| 上 | 2025年1月24日 | 第1話 - 第6話  | ZMAZ-17911 | ZMSZ-17921 |
| 下 | 2025年2月26日 | 第7話 - 第12話 | ZMAZ-17912 | ZMSZ-17922 |